# F-1 (潜水艦)
|          |                                |
| 艦歴     |                                |
| 発注:    |                                |
| 起工:    |                                |
| 進水:    | 1911年9月6日                   |
| 就役:    | 1912年6月19日                  |
| 退役:    |                                |
| その後:  | 1917年12月17日に衝突事故で沈没 |
| 除籍:    |                                |
| 性能諸元 |                                |
| 排水量:  | 330トン                        |
| 全長:    | 142 ft 7 in                    |
| 全幅:    | 15 ft 5 in                     |
| 吃水:    | 12 ft 2 in                     |
| 機関:    |                                |
| 最大速:  | 14ノット                       |
| 乗員:    | 士官、兵員22名                 |
| 兵装:    | 18インチ魚雷発射管4門          |

F-1 (USS F-1, SS-20) は、アメリカ海軍の潜水艦。F級潜水艦の1番艦。

## 艦歴
当初の艦名はカープ (Carp) として、カリフォルニア州サンフランシスコのユニオン鉄工所で起工した。1911年9月6日にJ・タイナンによって進水し、1911年11月17日に F-1 と改名、1912年6月19日にJ・B・ハウエル中尉の指揮下就役した。
太平洋水雷小艦隊、第1潜水艦部隊に配属された F-1 はサンフランシスコ海域で活動し、公試および試験を1913年1月11日まで行った後、小艦隊に合流しサンディエゴ、サンペドロ間、続いてサンディエゴ湾での訓練を行った。1914年7月21日から1915年11月14日まで小艦隊はハワイ州ホノルルを拠点とし、ハワイ諸島での開発計画に従事した。
F-1 は1916年3月15日から1917年6月13日まで限定就役状態にあり、完全就役に復帰した後太平洋艦隊偵察部隊に所属し、海中戦術開発のため水中および水上での任務に従事した。この間 F-1 はサンペドロを拠点として活動した。1917年12月17日、サンディエゴのポイント・ロマで艦隊演習中に F-1 は F-3 (USS F-3, SS-22) と衝突事故を起こす。F-1 は左舷が機関室まで裂け、10秒ほどで沈んだ。19名が死亡し、3名が僚艦に救助された。